# Jean-Baptiste Romé de l'Isle
Jean-Baptiste Louis Romé de l'Isle (Gray (Alto Saona), 26 de agosto de 1736 - París, 3 de julio de 1790) fue un mineralogista francés, considerado uno de los creadores de la cristalografía moderna. 

## Biografía
Romé nació en Gray (Alto Saona) (Francia). Como secretario de la compañía de artillería en las Guerras carnáticas visitó las Indias Orientales, fue tomado prisionero por los ingleses en 1761, y estuvo cautivo durante algunos años. También fue alumno de Collège Sainte-Barbe en París. 
Después se distinguió por sus avances en mineralogía y cristalografía. Fue autor de Essal de Cristallographie (1772), la segunda edición en la que, finalizando su principal trabajo, fue publicado como Cristallographie (3 vols. y atlas, 1783). Su formulación de la Ley de Constancia de los ángulos interfaciales construyó las observaciones del geólogo Nicolaus Steno. 

## Algunas publicaciones
- La Lettre à Bertrand sur les polypes d'eau douce, París, 1766
- Essai de cristallographie. 1772
- Déscription methodique des minéraux d’une collection de minéraux du cabinet de MDRDL. 1773
- Crystallographie. 1777
- L’action du feu central banni de la surface du globe. 1779; 2ª ed. en 1781,
- L’action du feu central démontrée nulle à la surface. 1781.
- Cristallographie, ou Déscription des formes propres à tous les corps du règne minéral. 1783
- Des caractères extérieurs des minéraux. 1784
- Des caractères extérieures des minéraux, 1785, format in octo.
- Observations sur les rapports qui paroissent exister entre la mine dite cristeaux d’etain et les cristeaux de fer octaedres.  1786
- Métrologie, ou tables pour servir à l’intelligence des poids et des mesures des anciens. 1789

## Honores

### Membresías
- 1775: elegido miembro foráneo de la Real Academia Sueca de las Ciencias.